# Veenmaten
Onder veenmaten worden de eenheden verstaan die in het veen gebruikt werden in het kader van de turfwinning.
Deze eenheden weken plaatselijk af maar geven wel een grootte-orde weer. Ook de natuurlijke omstandigheden ter plaatse speelden een belangrijke rol. Daarom geven de getallen niet meer dan een benadering weer.

## Lengtematen
- Klem, één laag turven, 17 cm

## Overige maten
- Turf, afmetingen variëren sterk, zie bijvoorbeeld de versneden lange hoogveenturf (45×12×15 cm = 0,0081 m³, massa 1,2 kg na droging) versus de versneden baggerturf (23x19x10 cm = 0,0044  m³; zie Gerding 1995, 33).
- Dagwerk, hoeveelheid die een turfploeg per dag kon steken, ongeveer 10.000 turven, een volume innemende van 110 m³ nat veen of 45 m³ droog veen met een massa van ca. 12.000 kg.
- Turfton, 40 turven, 0,324 m³ / 0,176 m³, of 48 kg droge turf.
- Vergraven oppervlakte per dagwerk, 54 m² bij een dikte van 12 klem (2,04 m).
- Stok Hoeveelheid verwerkte turf werd met een "stok" gemeten. Deze stok was 8 voet lang (ca. 2,64 m). Een dagwerk was 50 stok.

## Eigenschappen van droge turf
- Verbrandingswaarde voor droge turf: 16,2 MJ/kg
- Massadichtheid voor droge turf: 270 kg/m³

## Externe bron
- M.A.W. Gerding, 1995. Vier eeuwen turfwinning: De Verveningen in Groningen, Friesland, Drenthe en Overijssel tussen 1550 en 1950. Wageningen:Landbouwuniversiteit. ISBN 90 6194 298 5.